# USS Ellyson (DD-454)
Эскадренный миноносец «Эллисон» (англ. USS Ellyson (DD-454)) — американский эсминец типа Gleaves.
Заложен на верфи Federal Shipbuilding, Кирни, Нью-Джерси 20 декабря 1940 года. Спущен 25 июля 1941 года, вступил в строй 28 ноября 1941 года.
15 ноября 1944 года переклассифицирован в быстроходный тральщик DMS-19. С 4 мая 1954 года снова эсминец DD-454.
Выведен в резерв 19 октября 1954 года.
19 октября 1954 года передан Японии, где введен как DD-5 (с 1 сентября 1957 года DD-181) «Asakaze». Исключен 15 октября 1969 года. Возвращен США 3 декабря 1969 года.
Из ВМС США исключён 1 февраля 1970 года.
6 августа 1970 года передан Тайваню, для разоборки на запчасти и ремонта поврежденного эсминца 16 «Hsuen Yang», но из-за лучшего технического состояния сам введен в строй как 16 «Hsuen Yang». Исключен. Потоплен во время съемок кинофильма (название неизвестно) в июне 1976 года.